# انریکه یکم
انریکه یکم (به پرتغالی: Henrique I) ملقب به انریکه پاک‌دامن (به پرتغالی: Henrique o Casto) و کاردینال‌شاه (به پرتغالی: Cardeal-Rei) پادشاه پرتغال و کاردینال کلیسای کاتولیک بود. او میان سال‌های ۱۵۷۸ تا ۱۵۸۰ میلادی بر پرتغال فرمان راند. از آنجا که او به عنوان یک روحانی کاتولیک ازدواج نکرده و فرزندی نداشت، با مرگش دودمان اویش هم منقرض گردید. در نتیجه بحرانی به وجود آمد که منجر به این شد که پادشاه اسپانیا همزمان پادشاه پرتغال هم دانسته شود. این رویداد ۶۰ سال به درازا کشید و به اتحادیه ایبری معروف گشت. پس از این زمان با پادشاهی ژواو چهارم، پرتغال بار دیگر پادشاهی مستقل یافت.